# Insurgentes (album)
Pour les articles homonymes, voir Insurgentes.
Albums de Steven Wilson
Grace for Drowning
(2011)
Insurgentes est le premier album solo du musicien Steven Wilson, surtout connu pour être le guitariste et principal compositeur du groupe de rock progressif Porcupine Tree. Cet album a été enregistré dans plusieurs studios autour du monde entre décembre 2007 et août 2008, et est sorti en novembre 2008.
Le nom de l'album vient de l'avenue Los Insurgentes qui est la plus grande avenue de Mexico (avenue où se trouve également un des studios d'enregistrement).
La sortie de l'album a été un DVD du même nom retraçant, sous forme d'un documentaire, le voyage de Steven autour du monde, sa façon de penser la musique et le monde ainsi que certains passages de sa vie qui l'ont conduit à devenir la personne qu'il est aujourd'hui.

## Titres
Toutes les chansons sont écrites et composées par Steven Wilson.
1. Harmony Korine – 5:08
2. Abandoner – 4:48
3. Salvaging – 8:17
4. Veneno Para Las Hadas – 5:57
5. No Twilight within the Courts of the Sun – 8:37
6. Significant Other – 4:31
7. Only Child – 4:24
8. Twilight Coda – 3:25
9. Get All You Deserve – 6:17
10. Insurgentes – 3:55

## Musiciens
- Steven Wilson : chant, guitare acoustique, guitare électrique, piano acoustique, piano électrique, harmonium, mellotron, basse, percussions, programmation, effets, boucles
- Gavin Harrison : batterie, cymbales
- Tony Levin : basse
- Mike Outram : guitare
- Dirk Serries : drones de guitare
- Jordan Rudess : piano
- Clodagh Simonds : chant
- Sand Snowman : guitare acoustique, flûte
- Theo Travis : flûte, clarinette
- Michiyo Yagi : koto